# Roy Brown (Komponist)

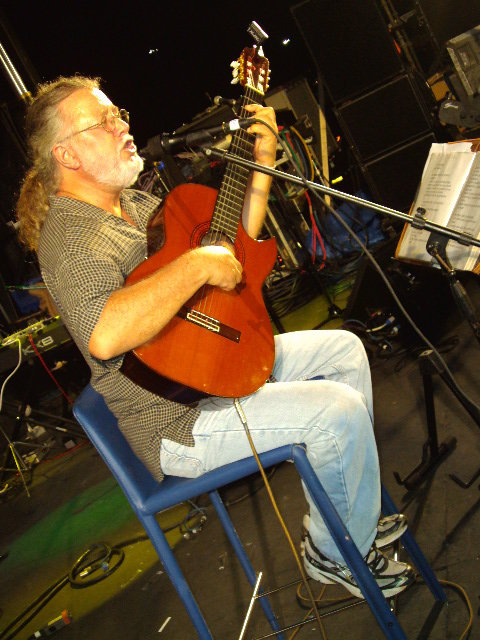
Roy Brown

Roy Brown Ramírez (* 18. Juli 1945 in Orlando, Florida) ist ein puerto-ricanischen Liedermacher der Musikrichtung Nueva Trova. Er steht der puerto-ricanischen Unabhängigkeitsbewegung nahe.

## Werdegang
Brown studierte Ende der 1960er Jahre an der Universität von Puerto Rico und war dort in der Studentenbewegung und der Bewegung gegen den Vietnamkrieg aktiv, deren Aktionen und Demonstrationen er musikalisch begleitete. In diesem Zeitraum entstanden auch seine ersten beiden Alben, Yo protesto („Ich protestiere“) und Basta ya... Revolución („Es reicht... Revolution!“). In der Folgezeit veröffentlichte er weitere Alben, u. a. die Vertonung von Gedichten des Dichters und Unabhängigkeitskämpfers Juan Antonio Corretjer.
Ende der 1970er Jahre zog er nach New York, wo er mit der Gruppe Aires Bucaneros zusammenarbeitete und zwei Platten aufnahm. In diesem Zeitraum tourte er durch Lateinamerika, Europa und die USA. 1987 nahm er zusammen mit Silvio Rodríguez in Kuba das Album Arboles auf. 1988 kehrte er nach 13 Jahren nach Puerto Rico zurück, wo er seitdem als Musiker und politischer Aktivist lebt und regelmäßig neue Platten aufnimmt. Seine Lieder drehen sich häufig um Themen wie die Kolonisierung Amerikas, Antiimperialismus oder soziale Missstände.
1996 erschien mit Colección eine vorläufige Werkschau über 25 Jahre musikalisches Wirken, zehn Jahre später das größtenteils live aufgenommene Tributealbum Yo protesto: Homenaje a Roy Brown, auf dem er zusammen mit vielen bekannten, größtenteils puerto-ricanischen Künstlern wie Andrés Jiménez, Zoraida Santiago, Tony Croatto von Haciendo Punto en Otro Son oder Fiel a la Vega Lieder aus allen Phasen seines Schaffens vorträgt.
Brown ist mit der ehemaligen puerto-ricanischen Tennisspielerin Emily Viqueira verheiratet und lebt in Mayagüez.

## Diskografie
- 1970: Yo protesto
- 1971: Basta ya... Revolución
- 1973: Roy Brown III
- 1976: La profecía de Urayoán
- 1977: Distancias – Poemas de Juan Antonio Corretjer
- 1979: Aires bucaneros (zusammen mit der Gruppe Aires Bucaneros)
- 1980: Casi alba (zusammen mit der Gruppe Aires Bucaneros)
- 1983: Nuyol
- 1987: Arboles (zusammen mit Silvio Rodríguez)
- 1989: Balada de otro tiempo
- 1990: Distancias en vivo (Livealbum)
- 1991: Nocturno
- 1992: Poetas puertorriqueños
- 1994: En fuga
- 1996: Colección (Doppelalbum, teilweise live)
- 1998: Poeta en San Juan
- 1999: La noche de Roy Brown (CD-Single)
- 2000: Album (Wiederveröffentlichung verschiedener Songs der Jahre 1970–1976)
- 2002: Bohemia (zusammen mit Zoraida Santiago)
- 2004: Balcón del fin del mundo
- 2005: Yo protesto: Homenaje a Roy Brown (Tributealbum, auch als DVD)
- 2006: Que vaya bien (zusammen mit Tito Auger und Tao Rodríguez-Seeger)
- 2007: 1970: El Concierto (Livealbum)
- 2009: Electrochócame
- 2017: Niños Sol (Ballett, zusammen mit Tato Santiago)
- 2018: Nueva Coleccíon
- 2019: Habanandando